# Tichosina expansa
Tichosina expansa är en armfotingsart som beskrevs av Cooper 1977. Tichosina expansa ingår i släktet Tichosina och familjen Terebratulidae. Inga underarter finns listade i Catalogue of Life.